# Kertész Manó
Kertész Manó, született Kohn (Orosztony, Zala vármegye, 1881. október 15. – Budapest, 1942. április 3.) magyar finnugrista, nyelvész, gimnáziumi tanár.

## Élete és munkássága
Kohn Benő és Hoffmann Terézia fia. A budapesti egyetemen tanári és bölcsészdoktori oklevelet szerzett, azután a főváros középiskoláiban lett tanár. Több ízben nyert pályadíjat a Magyar Tudományos Akadémia pályázatain.
Elsősorban finnugor mondattannal, továbbá nyelvjárási kérdésekkel, illetve a magyar szókincs kutatástörténetével kapcsolatos munkákat írt. Néprajzi munkái közül szólástanulmányai meghatározók. Halálát szívgyengeség, vérző gyomorfekély okozta. 
Felesége Pfeifer Anna volt, akivel 1912. március 30-án Budapesten kötött házasságot.

## Díjak
- 1912: Sámuel-díjat
- 1913, 1917: Marczibányi-díj
- 1932: Baumgarten-díj

## Művei
- A zalavidéki nyelvjárás (Bp., 1903)
- Varga Ignác–Szabó Dezső–Kertész Manó: Nyelvjárási tanulmányok I.; Athenaeum, Bp., 1903 (Nyelvészeti füzetek)
- Analógia a mondatszerkesztésben nyelvtörténeti és lélektani szempontból (Bp., 1905)
- Az egyenrangú mondatrészek történetéhez (Bp., 1910)
- A finn-ugor dualis (Bp., 1913)
- Finnugor jelzős szerkezetek. Fejezetek a magyar összehasonlító mondattanból; MTA, Bp., 1914 (Finnugor Füzetek)
- Szokásmondások. Nyelvünk művelődéstörténeti emlékei; Révai, Bp., 1922
- Szállok az úrnak. Az udvarias magyar beszéd története; Révai, Bp., 1933